# Mel McGaha
Fred Melvin McGaha, detto Mel (Bastrop, 26 settembre 1926 – Tulsa, 3 febbraio 2002), è stato un cestista, allenatore di pallacanestro, giocatore di baseball e allenatore di baseball statunitense, professionista nella BAA e nella MLB.

## Carriera
Venne selezionato dai New York Knicks nel Draft BAA 1948.